# Демчук Василь Гервасійович
Васи́ль Герва́сійович Демчу́к (15 січня 1972, с. Матейки, Маневицький район, Волинська область — 9 лютого 2015, с. Логвинове, Горлівський район, Донецька область — сержант Збройних сил України, учасник російсько-української війни.

## Короткий життєпис
Був п'ятою дитиною з шести у своїх батьків. У віці десяти років втратив маму. Закінчив Колківське СПТУ, тракторист. У РА проходив строкову службу в танкових військах. Працював будівельником, жив у старшого брата Петра в селі Забороль.
Мобілізований у серпні 2014-го, командир бойової машини — командир відділення, 30-а окрема механізована бригада.
9 лютого 2015-го зник безвісти — два автомобілі бригади потрапили під обстріл поблизу села Логвинове (у верхній частині «дебальцівського виступу») на трасі між містами Дебальцеве і Артемівськ. Василя захопили в полон і розстріляли російські бойовики, такої ж долі зазнав старший сержант Павло Плацинський. Терористи знімали на відеокамеру його катування, у морзі Василеве тіло було з понівеченою головою, без вуха.
Впізнаний серед загиблих у донецькому морзі. Без Василя залишилися батько, брати, сестри, племінники, кохана жінка — цивільна дружина Галина, Василь планував одружитися після демобілізації.
Похований у селі Матейки.

## Нагороди
За особисту мужність і героїзм, виявлені у захисті державного суверенітету та територіальної цілісності України, вірність військовій присязі під час російсько-української війни, відзначений — нагороджений
- 13 серпня 2015 року — орденом «За мужність» III ступеня.